# Werner Höffmann
Werner Höffmann (* 18. Oktober 1917; † 1945) war ein deutscher Fußballspieler, der in den 1930er und 1940er Jahren für den Hamburger SV und den VfL Köln 1899 spielte.

## Karriere

### Vereine
Höffmann stürmte zunächst von 1934 bis 1939 für den Hamburger SV in der Gauliga Nordmark, in einer von zunächst 16, später auf 23 aufgestockten Gauligen zur Zeit des Nationalsozialismus als höchste Spielklasse im Deutschen Reich. In dieser Zeit gewann er mit seiner Mannschaft dreimal in Folge die Gaumeisterschaft. Aufgrund der errungenen regionalen Meisterschaften nahm er auch in den jeweiligen Jahren an den Endrunden um die Deutsche Meisterschaft teil. Er bestritt insgesamt 21 Endrundenspiele, wobei er in vier von sechs Spielen der Gruppe A beteiligt war und insgesamt vier Tore erzielte; zwei davon bereits bei seinem Debüt am 11. April 1937 beim 5:2-Sieg über den SV Hindenburg Allenstein. Als verlustpunktfreier Gruppensieger zog er mit dem Hamburger SV ins Halbfinale ein, in dem ihm ein weiteres Tor im Olympiastadion Berlin bei der 2:3-Niederlage gegen den 1. FC Nürnberg gelang. In der Folgesaison erzielte er mit sieben Toren in neun Spielen zwei mehr als zuvor und gelangte bis ins Spiel um Platz 3, dass im Bremer Weserstadion gegen Fortuna Düsseldorf n. V. torlos blieb; das Wiederholungsspiel am 3. Juli 1938 im Berliner Olympiastadion wurde mit 2:4 verloren. Auch 1938/39 gelangte er erneut ins Spiel um Platz 3, das ebenfalls verloren wurde; am Ende gewann der Dresdner SC mit 3:2 und seine beiden Tore (von insgesamt neun in sieben Spielen) zur zwischenzeitlichen 2:1-Führung reichten nicht für einen Erfolg.
In der Saison 1939/40 kam er in der Gruppe 1 der Gauliga Mittelrhein für den VfL Köln 1899 zum Einsatz, bevor er – nach Hamburg zurückgekehrt – drei weitere Saisons spielte, zwei in der Gauliga Nordmark, wobei 1941 erneut die Gaumeisterschaft gewonnen wurde, und eine – durch die kriegsbedingte Aufteilung  – in der Gauliga Hamburg. 1940/41 bestritt er ein Spiel der Untergruppe 2a und die beiden Gruppenfinalspiele gegen den FC Schalke 04; in seinen drei Endrundenspielen um die Deutsche Meisterschaft trug er mit zwei Toren bei. Im Wettbewerb um den Tschammerpokal kam er in den Jahren 1935, 1937, 1938, 1940 jeweils in der 1. Runde zum Einsatz und 1942 im Achtelfinale, das auf dem Sportplatz am Rothenbaum mit 3:4 gegen den SV Dessau 05 überraschend verloren wurde.

### Auswahlmannschaft
Als Spieler der Gauauswahlmannschaft Nordmark nahm er auch am Wettbewerb um den Reichsbundpokal teil. Am 6. März 1938 trug er mit zwei Toren beim 3:1-Sieg im Finale über die Gauauswahlmannschaft Südwest auf der Mitteldeutschen Kampfbahn in Erfurt vor 15.000 Zuschauern bei, zuvor gelang ihm am 27. Februar 1938 im Stadion Hoheluft in Hamburg beim 3:0-Halbfinalsieg über die Gauauswahlmannschaft Baden vor 18.000 Zuschauern mit dem Treffer zum 2:0 in der 55. Minute ein Tor.

## Erfolge
- Gaumeister Nordmark 1937, 1938, 1939, 1941
- Reichsbundpokal-Sieger 1938